# Trương Thị Kim Tuyến
Trương Thị Kim Tuyến (2 de enero de 1997) es una deportista vietnamita que compite en taekwondo. Ganó una medalla en el Campeonato Mundial de Taekwondo de 2017 y cuatro medallas en el Campeonato Asiático de Taekwondo entre los años 2016 y 2024.

## Palmarés internacional
| Campeonato Mundial  | Campeonato Mundial           | Campeonato Mundial | Campeonato Mundial |
| Año                 | Lugar                        | Medalla            | Categoría          |
| ------------------- | ---------------------------- | ------------------ | ------------------ |
| 2017                | Muju (Corea del Sur)         | Medalla de plata   | –46 kg             |
| Campeonato Asiático |                              |                    |                    |
| Año                 | Lugar                        | Medalla            | Categoría          |
| 2016                | Pásay (Filipinas)            | Medalla de bronce  | –49 kg             |
| 2018                | Ciudad Ho Chi Minh (Vietnam) | Medalla de oro     | –46 kg             |
| 2021                | Beirut (Líbano)              | Medalla de oro     | –49 kg             |
| 2024                | Đà Nẵng (Vietnam)            | Medalla de bronce  | –49 kg             |